# Widworthy
Widworthy – wieś i civil parish w Anglii, w Devon, w dystrykcie East Devon. W 2011 civil parish liczyła 296 mieszkańców. Widworthy jest wspomniana w Domesday Book (1086) jako Wideworde/Wideworda.